# Медведева, Виктория Промисовна
Виктория Промисовна Медведева (род. 25 апреля 1991, Ленинград) — российская баскетболистка, выступающая за клуб «Надежда».

## Биография
Родилась 25 апреля 1991 года в Санкт-Петербурге. Виктория начинала карьеру в молодёжной команде санкт-петербургского Спартака, где играла с 2007 года.
В 2009 году подписала контракт с клубом премьер-лиги «Спартак-ШВСМ-Эфес».
В сезоне 2011/2012 играла за «Динамо-2» (Москва).
В 2012 году подписала контракт с молодёжной командой ивановской «Энергии», а через год стала игроком основной команды.
Зимой 2016 года стала игроком баскетбольного клуба «Вологда-Чеваката».
Летом 2016 года подписала контракт с «Динамо» (Курск).
В июне 2017 года стала игроком клуба «Динамо» (Москва).

## Достижения
- Чемпион Евролиги: 2017
- Серебряный призёр чемпионата России: 2017